# Piet Kraak
Pieter Cornelis (Piet) Kraak (Alblasserdam, 14 februari 1921 – Kopenhagen, 28 april 1984) was een Nederlandse voetballer en trainer.
Kraak kwam als doelverdediger direct voor de Tweede Wereldoorlog uit voor Stormvogels uit IJmuiden. Op 10 maart 1946 maakte hij in de eerste wedstrijd van het Nederlands voetbalelftal na de oorlog zijn interlanddebuut. Tegen Luxemburg werd het 6–2. In totaal kwam Kraak tot 33 interlands waarvan twee op de Olympische Zomerspelen 1948 en één op de Olympische Zomerspelen 1952. Nadat een nederlaag tegen België op 19 oktober 1952 voornamelijk aan Kraak werd toegeschreven, werd hij niet meer opgeroepen.
Behalve als keeper kwam Kraak ook als midvoor uit voor Stormvogels. Na enkele maanden wegens een schouderblessure afwezig te zijn geweest, stond hij in januari 1954 in een wedstrijd tegen Heracles in de spits, waarbij hij een doelpunt voorbereidde en één scoorde. In 1954 maakte Kraak een overstap naar het profvoetbal en tekende een contract bij BVC Den Haag. Na de fusie tussen NBVB en KNVB hield deze club op te bestaan en verkaste hij naar Elinkwijk. Twee jaar later besloot hij te stoppen om zich als hotelhouder te vestigen in Zierikzee. Reeds in oktober 1956 keerde Kraak echter weer terug tussen de palen bij Elinkwijk. Na een afwezigheid van zeven jaar werd hij op 4 november 1959 op 38-jarige leeftijd door bondscoach Elek Schwartz opnieuw opgeroepen in een interland tegen Noorwegen, bij afwezigheid van Eddy Pieters Graafland en Frans de Munck. Dit was tevens zijn laatste interland. Kraak was hiermee lange tijd de oudste speler ooit in Oranje. Pas op 1 juni 2010 werd dit record verbroken door de op dat moment 39-jarige Sander Boschker.
Na zijn voetbalcarrière was hij actief als trainer in Nederland en Denemarken, onder andere bij Velox. Hij overleed op 63-jarige leeftijd in een ziekenhuis in Kopenhagen, nadat hij na een hersenbloeding ruim twee jaar in coma had gelegen.

## Carrièrestatistieken
| Seizoen         | Club            | Land            | Competitie        | Competitie | Competitie | Beker | Beker | Internationaal | Internationaal | Overig | Overig | Totaal | Totaal |
| Seizoen         | Club            | Land            | Competitie        | Wed.       | Dlp.       | Wed.  | Dlp.  | Wed.           | Dlp.           | Wed.   | Dlp.   | Wed.   | Dlp.   |
| --------------- | --------------- | --------------- | ----------------- | ---------- | ---------- | ----- | ----- | -------------- | -------------- | ------ | ------ | ------ | ------ |
| 1954/55         | Den Haag        | Nederland       | NBVB (Afgebroken) | –          | 0          | –     | –     | –              | –              | –      | –      | –      | 0      |
| 1954/55         | Elinkwijk       | Nederland       | Eerste klasse B   | –          | 0          | –     | –     | –              | –              | 0      | 0      | –      | 0      |
| 1955/56         | Elinkwijk       | Nederland       | Hoofdklasse B     | –          | 0          | –     | –     | –              | –              | –      | 0      | –      | 0      |
| 1956/57         | Elinkwijk       | Nederland       | Eredivisie        | 2          | 0          | –     | 0     | 0              | 0              | 0      | 0      | –      | –      |
| 1957/58         | Elinkwijk       | Nederland       | Eredivisie        | 29         | 0          | –     | 0     | –              | –              | 0      | 0      | –      | 0      |
| 1958/59         | Elinkwijk       | Nederland       | Eredivisie        | 32         | 0          | –     | 0     | –              | –              | 0      | 0      | –      | 0      |
| 1959/60         | Elinkwijk       | Nederland       | Eredivisie        | 31         | 0          | –     | –     | –              | –              | 0      | 0      | –      | 0      |
| Carrière totaal | Carrière totaal | Carrière totaal | Carrière totaal   | –          | 0          | –     | 0     | –              | –              | 0      | 0      | –      | 0      |